# James Michie
James Michie (* 24. Juni 1927 in Weybridge, Elmbridge, Surrey; † 30. Oktober 2007 in London) war ein britischer Übersetzer und Dichter, der für seine gesammelten Gedichte Collected Poems, die Themen wie Liebe, Träume und Tod behandeln, 1995 mit dem Hawthornden-Preis ausgezeichnet wurde.

## Leben

### Berufliche Laufbahn und erster Gedichtband „Possible Laughter“
Der Sohn eines Bankiers war der jüngere Bruder des bekannten Wissenschaftlers Donald Michie, der „Vater der künstlichen Intelligenz in Großbritannien“ bezeichnet wurde. Michie selbst studierte nach dem Besuch des Marlborough College Literatur am Trinity College der University of Oxford und gab dort zusammen mit Kingsley Amis 1949 eine Ausgabe der Oxford Poetry heraus. In den ersten Jahren nach dem Zweiten Weltkrieg finanzierte er sich sein Studium als Portier im Guy’s Hospital und engagierte sich danach im International Voluntary Service for Peace, für das er Häuser für Flüchtlinge in Bayern sowie später in Jamaika baute.
Mitte der 1950er wurde er Mitarbeiter beim Verlag Heinemann und veröffentlichte 1960 The Colossus And Other Poems, die erste Gedichtsammlung von Sylvia Plath, sowie 1963 deren Roman The Bell Jar. Während seiner dortigen Tätigkeit arbeitete er auch mit Anthony Burgess, Michael Holroyd und anderen zusammen, und betreute auch die Veröffentlichung der ersten englischen Auflagen von Harper Lees Wer die Nachtigall stört sowie J. D. Salingers Franny und Zooey. Im Anschluss wechselte er zum Verlag The Bodley Head, bei dem er schließlich Direktor wurde.
Durch diese Tätigkeit gelang es ihm sich zunehmend auf seine eigenen schriftstellerischen Ambitionen zu konzentrieren, die 1950 mit den ersten in Penguin New Writing veröffentlichten Gedichten begannen. Sein erster eigener Gedichtband Possible Laughter wurde 1959 von Rupert Hart-Davis herausgegeben und enthielt wie auch nachfolgende Sammlungen mit Witz und distanzierter Haltung geschriebene Gedichte über Themen wie Liebe, menschliche Schwächen, Träume und Tod. Diese waren geschickt geschrieben, oftmals vollständig in Reimform, und trugen diese durch die Mehrdeutigkeit der Titel. Vielfach ließ sein Humor mehr erwarten als dies beim ersten Lesen eines Gedichts vermuten ließ. Zwei der in Possible Laughter enthaltenen Gedichte fanden besonders Bewunderung: Zum einen wurde Dooley Is a Traitor, ein dramatischer Dialog zwischen dem Angeklagten und seinem Richter, von Philip Larkin in dessen Oxford Book of Twentieth Century English Verse (1973) veröffentlicht, zum anderen Park Concert, eine denkwürdige Heraufbeschwörung einer Musikkapelle und „deren Art ruhender Ladungen“, das von W. H. Auden für den Gedichtband A Certain World: A Commonplace Book ausgesucht wurde.

### Übersetzungen von Horaz und Jean de La Fontaine
1964 gab Hart-Davis die von Michie übersetzten Oden des Horaz heraus. Zahlreiche dieser Versionen sind ebenfalls vollständig in Reimform mit sehr begünstigenden Couplets: Dieses hatten, zusammen mit der englischen Tendenz Originale zu verlängern, den Effekt der Glättung und Rundung der Oden, die im lateinischen Original nicht möglich war. Viele der Reime sind genial, wobei auch die gelegentliche Abwesenheit einer Reimform Vorteile brachte. Dreizehn der Oden, wovon elf in alkäischer Strophenform waren, sind im originalen antiken Metrum verfasst.
In der Folgezeit verfasste er weitere Übersetzungen wie die Gedichte des Catull, die Helena des Euripides, die Gedichte der Griechischen Anthologie, die Epigramme des Martial, Ovids Ars amatoria und die Eclogae von Vergil.
Seinen Höhepunkt als Übersetzer hatte er 1973 mit Selected fables, eine Auswahl der Fabeln von Jean de La Fontaine. Die Lebendigkeit und schiere Freude der Originale vermischte sich wunderbar mit Michies Gabe, nicht zuletzt seiner Liebe zum Reimen und Nutzen verschiedener Zeilenlängen. Der Kritiker Geoffrey Grigson bezeichnete die Version Michies als die beste jemals Erschienene, „erdiger und schärfer als die von Marianne Moore“ (‚earthier and sharper than Marianne Moore’s‘).

### Gedichtbände „New & Selected Poems“ und „Collected Poems“
Seine eigenen Gedichte erschienen dagegen nur in größeren Zeitabständen: Erst 24 Jahre nach seinem ersten Gedichtband erschien 1983 New & Selected Poems, die er dem Dichter P. J. Kavanagh widmete. Der Band enthielt 25 der 32 Gedichte aus Possible Laughter, und 25 neue Gedichte, die zumeist die wechselnden Stimmungen des Herzens beschrieben. Die klägliche Kenntnis der Selbstironie ist hierbei ausgeprägter als in der ersten Sammlung, obwohl der Hauch der Verspieltheit und der trotz allem (malgré tout) ebenso aufrechterhalten wird wie die technische Geschicklichkeit.
1985 gab er zusammen mit dem P. J. Kavanagh das Oxford Book of Short Poems heraus, das nur Gedichte mit einer Länge von höchstens 13 Zeilen beinhaltete. 1989 folgte eine Ausgabe der Fabeln von Äsop, die in Versen nacherzählt wurden und durch John Vernon Lord bebildert ist.
Erst 1994 erschien mit Collected Poems ein dritter Gedichtband, der weitere 21 Gedicht enthielt. Liebe und Tod waren abermals die vorherrschenden Themen, allerdings mit dem für Michie charakteristischen leichten Touch. Sogar in dem düster betitelten Gedicht Moods, Dooms behielt er den Witz bei:
„Liebe sagte bleib, aber Stolz sagte geh,
Ich blieb, und blieb zu lang.
Es schmerzen beide, Liebe und Stolz, zu wissen,
Stolz ist richtig und Liebe war falsch.“
‚Love said stay, but pride said go.
I stayed, and stayed too long.
It hurts both love and pride to know
Pride's right and love was wrong.‘
Daneben waren auch einige Übersetzungen enthalten, zumeist der Werke des französischen Schriftstellers Théophile Gautier, sowie Epigramme und Kuriositäten wie zum Beispiel ein Gedicht, das die 59 möglichen Anagramme des Worts „Hospital“ benutzte.
Für diese Gedichtsammlung wurde ihm 1995 der Hawthornden-Preis verliehen.

### Schreibstil und Wirkung
Seine Liebe zum sprachwissenschaftlichen Spiel, welche Hand in Hand mit dem Erfindungsreichtum geht, die dem Übersetzer abgenötigt wird, beschränkte sich nicht nur auf Gedichte. Rund 30 Jahre lang war er unter dem Pseudonym Jaspistos, das ihm sein Bruder in der Kindheit gab; er verfasste auch Wettbewerbe und Ratespiele für die Zeitschrift The Spectator.
Der Übersetzer Rex Warner sagte, dass ihm W. H. Auden einmal erzählte, dass dieser oft daran dachte, die Werke von Horaz zu übersetzen, aber feststellte, dass er nicht hoffen könnte besser als James Michie zu sein, womit das außerordentliche Talent Michies gewürdigt wurde.
Der zivilisierte Diskurs, mit der gebührenden Aufmerksamkeit für die handwerkliche Kunst, waren die grundlegenden Maßstabe für Michies Arbeit, wenngleich er auch fesselnde Bilder beschwor, wie zum Beispiel den Mond, der in einem Gedicht „finster wie die Farbe der Gerste“ (‚glowered the colour of barley‘) war, oder von einem Wehr „verglast durch seine eigene Geschwindigkeit“ (‚vitrified by its own speed‘).
Als Übersetzer gehörte er zur Oberklasse und seine Arbeiten bleiben wegweisend. Seine Sicht der Lyrik kann durch den letzten Satz in seiner Einführung der Übersetzung der Oden des Horaz dargestellt werden, in dem er vorschlägt: „Liebe und Freundschaft und zivilisierte Unterhaltung sind ausgewogen gegenüber Tod und Blutvergießen und den Pflichten, die zur Zivilisation gehören: die Waage zittert, aber die Hand des Dichter ist stabil: Es ist das aufregende Gleichgewicht der reifen Kunst“ (‚love and friendship and civilised enjoyment are balanced against death and bloodshed and the duties that belong to civilisation: the scales tremble, but the poet's hand is steady: it is the exciting equilibrium of mature art‘).